# Biserica ortodoxă română „Sfânta Treime” din Sofia
Biserica ortodoxă română „Sfânta Treime” este un lăcaș ortodox român din Sofia. Edificiul a fost proiectat de arhitectul sighișorean Friedrich Grünanger.

## Istoria comunității
Comunitatea română din Sofia a fost fondată de etnicii aromâni veniți din Macedonia (macedoromâni), între 1850 și 1903. S-a adăugat ulterior și românii veniți la Sofia din localitățile situate de-a lungul Dunării de Sud și în Valea Timocului, precum și românii din căsătorii mixte, precum și cei venți la lucru. Prima societate aromână cu denumirea „Unirea” a fost înregistrată în anul 1894, având ca scopul ei principal dezvoltarea de activități educaționale și culturale, prin zidirea de clădiri pentru o școală și biserică română. Curând după aceea, în anul 1895, a fost deschisă și școala română, având ca director pe Dinu Lazărescu Lecanta, trimis de Ministerul Învățământului de la București, primit cu bucurie membrii coloniei. În anii 1920 activitatea școlilor și organizațiilor românești a fost în creștere. În 1923 a fost fondată o asociație a tinerilor aromâni cu sediul la Sofia, scopul principal al acesteia a fost de a menține limba aromână, precum și tradițiile și obiceiurile aromâne. Înainte de anul 1960 după pașaport aromâni sunt înscriși ca vlasi (valahi), iar apoi – ca bulgari. Ca urmare, dar și din cauza căsătoriilor mixte, numărul de persoane cu identitate aromână începe să scadă și să se topească rapid. În scopul de a opri procesul de asimilare a acestora, în 1992 a fost reînființată asociația aromână din Sofia.

## Istoria bisericii
Piatra de temelie a fost pusă pe 9 mai 1905, în locul consulatului Austro-Ungariei. Cumpărarea terenului cât și construcția edificiului a fost începută cu banii comunității române (aromâne) și a unor bulgari. Deorece această comunitate nu avea statut juridic cu "drept de avere imobiliară", cu ajutorul diplomatului Nicolae Mișu, a fost trecută pe numele Statului Român. Biserica a fost construită de artistul bulgar Vasil Gligov, proiectată de arhitectul Friedrich Grünanger. Construcția a fost finalizată în 1912, mulțumită susținerii generoase a statului român. Exploatarea acesteia a fost suspendată în timpul celor două războaie mondiale. În martie 1918, în urma intrării României de partea Antantei în Primul Război Mondial, statul bulgar a predat clădirea nouǎ bisericii greco-catolice din Sofia. După război, lăcașul de cult a fost returnat românilor.
Lăcașul de cult în stil neobizantin a fost inaugurat oficial pe 6 decembrie 1923. În perioada 1923-1948 aici a servit preotul Ioan Runcu, care a reorganizat și adus la un înalt nivel corul bisericii. În timpul bombardamentului din martie 1944 bolta centrală și cupola au fost distruse. În 1948 cupola și biserica au fost restaurate.
Clădirea este situată pe strada Knyaz Boris I nr. 152.

## Arhitectura
Construcția este o navă cu trei cupole în stilul neoromânesc „brâncovenesc” din secolul al XVIII-lea. Există trei sfinte altare - central, sudic - dedicate sfinților arhangheli Mihail și Gavriil, și nordic - sfântului arhidiacon Ștefan. Candelabrele sunt făcute din cristale vieneze, iar podeaua este făcută din mozaic neted. Picturile sunt făcute de faimoși pictori de icoane - Nicolae Vermont, Constantin Artachino și profesorul Dimitrie Serafim de la Academia de Belle Arte din București. Conform lui Anastase Hâciu, icoanele au fost făcute pe cheltuiala lui Iorgu Steriu din București, un mare everghet aromân, care de altfel era în strânsă legătură cu comunitatea din Sofia. Altarul, amvonul și alte obiecte de mobilier sunt realizate din lemn de stejar de înaltă calitate. Ele sunt donație de la diferite biserici din România.